# Résolution 460 du Conseil de sécurité des Nations unies
Membres permanents
- Chine
- États-Unis
- France
- Royaume-Uni
- URSS

Membres non permanents
- Bangladesh
- Bolivie
- Gabon
- Jamaïque
- Koweït
- Nigéria
- Norvège
- Portugal
- Tchécoslovaquie
- Zambie

Résolution no 459 Résolution no 461
La résolution 460 du Conseil de sécurité des Nations Unies, adoptée le 21 décembre 1979, après avoir pris note de la conclusion de l'accord de Lancaster House, a décidé de mettre fin aux sanctions prises contre la Rhodésie du Sud dans les résolutions 232 (1966) et 253 (1968) et toutes les résolutions ultérieures,. La résolution déplore les « pertes en vies humaines, les dégâts et les souffrances » causés au cours des 14 dernières années par la rébellion en Rhodésie du Sud.
La résolution a ensuite dissous le Comité des sanctions créé par la résolution 253 et a félicité les États membres, en particulier les États de première ligne, pour leur mise en œuvre des sanctions contre la Rhodésie du Sud. Le Conseil de sécurité a exigé une aide urgente de la communauté internationale au peuple zimbabwéen et a appelé les parties à respecter l’accord.
La résolution 460 se conclut en demandant à la puissance administrante, le Royaume-Uni, de veiller à ce qu’aucune force sud-africaine ni aucun autre mercenaire étranger ne reste ou n’entre dans le pays. Finalement, le Conseil a décidé de garder la situation sous surveillance jusqu’à ce que la Rhodésie du Sud obtienne son indépendance complète (sous le nom de Zimbabwe).
La résolution a été adoptée par 13 voix contre zéro, tandis que la Tchécoslovaquie et l'Union soviétique se sont abstenues.

## Voir également
- Histoire du Zimbabwe
- Guerre du Bush de Rhodésie du Sud
- Déclaration unilatérale d'indépendance de la Rhodésie
- Liste des résolutions du Conseil de sécurité des Nations unies sur la Rhodésie du Sud